# Krajské přebory
Krajské přebory patří společně s pražským přeborem mezi páté nejvyšší fotbalové soutěže v Česku. Jsou řízeny krajskými fotbalovými svazy. Hraje se každý rok od léta do jara se zimní přestávkou. Vítězem přeboru se stává tým s nejvyšším počtem bodů v tabulce a postupuje do příslušné divize. Nižší soutěží jsou Fotbalové I. A třídy.
| Kraj                 | Link                                            |
| -------------------- | ----------------------------------------------- |
| Středočeský kraj     | Zde                                             |
| Jihočeský kraj       | Zde                                             |
| Plzeňský kraj        | Zde                                             |
| Karlovarský kraj     | Zde                                             |
| Ústecký kraj         | Zde Archivováno 11. 6. 2017 na Wayback Machine. |
| Liberecký kraj       | Zde                                             |
| Královéhradecký kraj | Zde                                             |
| Pardubický kraj      | Zde                                             |
| Kraj Vysočina        | Zde                                             |
| Jihomoravský kraj    | Zde                                             |
| Olomoucký kraj       | Zde Archivováno 18. 7. 2017 na Wayback Machine. |
| Moravskoslezský kraj | Zde                                             |
| Zlínský kraj         | Zde                                             |